# سن-دیدیه-دو-فورمان
سن-دیدیه-دو-فورمان (به فرانسوی: Saint-Didier-de-Formans) یک کمون در فرانسه است که در canton of Trévoux واقع شده‌است.

## خصوصیات
سن-دیدیه-دو-فورمان ۶٫۵۴ کیلومترمربع مساحت و ۱٬۷۸۲ نفر جمعیت دارد و ۲۱۰ متر بالاتر از سطح دریا واقع شده‌است.